# James MacNabb
James Alexander MacNabb (* 26. Dezember 1901 in Keighley; † 6. April 1990 in London) war ein britischer Ruderer. 
James MacNabb hatte schon in Eton mit Charles Eley, Robert Morrison und Terence Sanders zusammen gerudert. Der Vierer ohne Steuermann blieb auch zusammen, als die vier ans Trinity College nach Cambridge wechselten. Die vier Ruderer gewannen von 1922 bis 1924 dreimal bei der Henley Royal Regatta und blieben in diesen drei Jahren unbesiegt. Eley und MacNabb siegten 1924 in Henley auch im Zweier ohne Steuermann, nachdem sie zuvor bereits beim Boat Race 1924 mit der Crew von Cambridge gegen Oxford gewonnen hatten. Bei den Olympischen Spielen 1924 erreichten alle vier gemeldeten Boote das Finale im Vierer ohne Steuermann, die vier Briten siegten mit vier Sekunden Vorsprung vor den Kanadiern und den Schweizern.
MacNabb blieb nach seiner aktiven sportlichen Karriere dem Rudersport verbunden. So war er über zwanzig Jahre Schatzmeister des britischen Amateur-Ruderverbands und war Schatzmeister des Leander Club. Von 1931 bis 1933 trainierte er die Mannschaft von Cambridge beim Boat Race, von 1949 bis 1951 coachte er die Crew von Oxford. Während des Zweiten Weltkriegs war er in Burma Kommandeur eines Artillerie-Regiments. Beruflich engagierte sich MacNabb im gemeinnützigen Wohnungsbau, für seine Tätigkeit beim Peabody Trust wurde er 1972 mit dem Orden OBE ausgezeichnet.